# Sacy (Marna)
Sacy è un comune francese di 384 abitanti situato nel dipartimento della Marna nella regione del Grand Est.

## Società

### Evoluzione demografica
Abitanti censiti